# Nicolas-Antoine Taunay
Nicolas-Antoine Taunay (Parigi, 11 febbraio 1755 – Parigi, 20 marzo 1830) è stato un pittore francese.

## Biografia
Figlio del pittore Pierre-Henri Taunay (1728-1781), fu allievo di Nicolas-Bernard Lépicié. Rivale di Debucourt, Nicolas-Antoine Taunay entrò all'Académie des beaux-arts nel 1795.
Dopo aver cominciato a studiare pittura nel 1768 presso la bottega di Nicolas-Bernard Lépicié continuò in seguito sotto la guida di Nicolas Guy Brenet e di Francesco Casanova. Nel 1773 fu allievo di David all'École Académique di Parigi. Tra il 1784 e il 1787, si trasferì a Roma grazie ad una borsa di studio dell'Académie royale de peinture. Nel 1805 fu scelto con altri pittori a rappresentare le campagne di Napoleone Bonaparte in Germania.
Alla caduta dell'imperatore, Taunay partecipò alla missione artistica organizzata dal conte Barca, influente ministro del principe reggente Dom João, futuro Giovanni VI del Portogallo; si imbarcò nel 1816 con la famiglia in direzione del Brasile come membro della Missione artistica francese.
Arrivato a Rio de Janeiro, divenne pittore ufficiale stipendiato del Regno. Fece parte del gruppo di artisti che fondarono l’Academia Imperial de Belas Artes e nel 1820 fu nominato titolare della cattedra di pittura paesaggistica presso la stessa Accademia. L'anno seguente, a causa del difficile rapporto insorto con il pittore portoghese Henrique José da Silva, nominato direttore della scuola, si convinse a tornare in Francia.
Suo figlio Félix-Émile Taunay divenne professore di pittura paesaggistica e più tardi direttore dell'Académie impériale des beaux-arts, mentre Adrien Taunay, il figlio minore, accompagnò in qualità di disegnatore le spedizioni di Freycinet e di Langsdorff.

## Opere

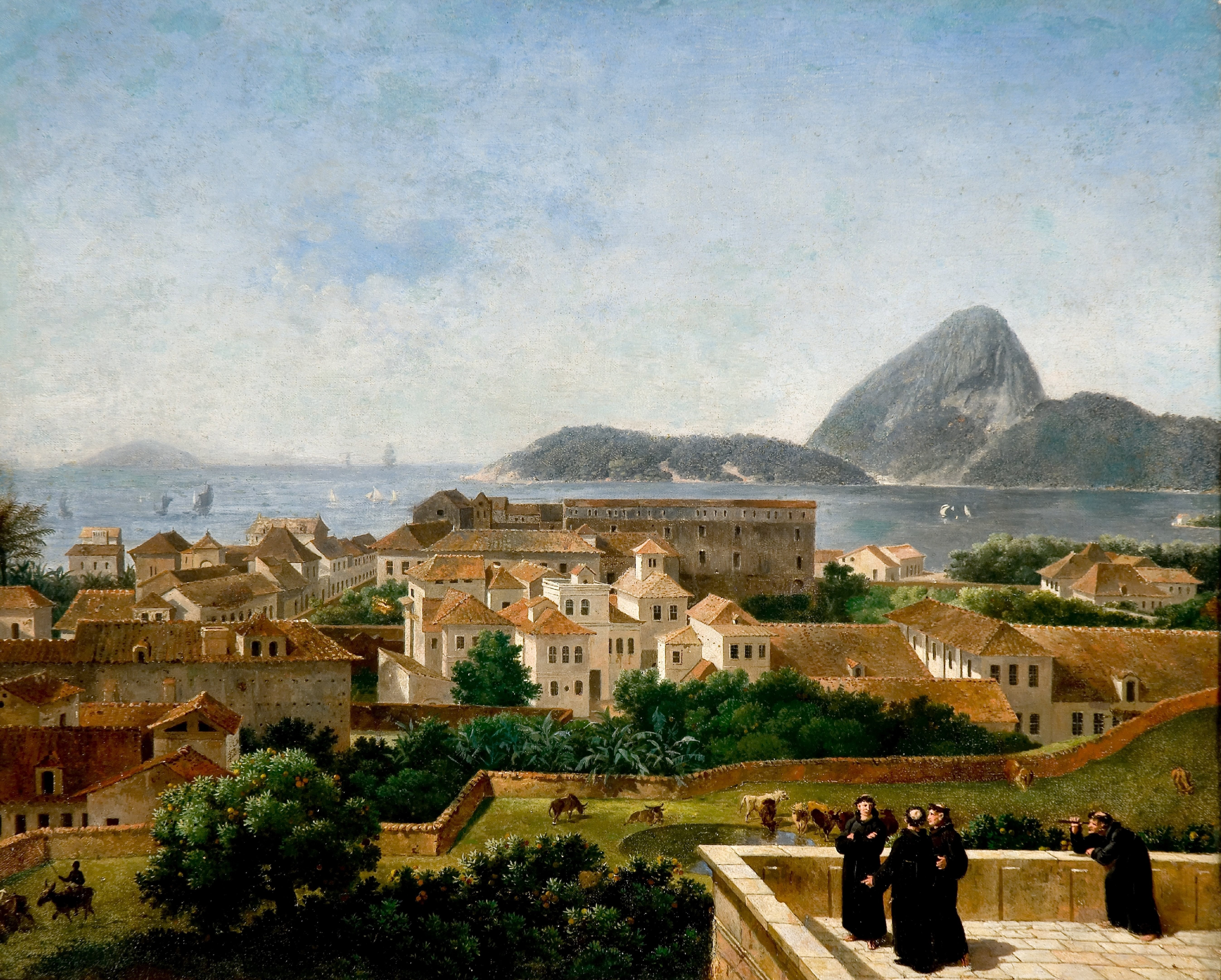
Veduta della collina di San Antonio (1816), Museo nazionale di belle arti - Rio de Janeiro
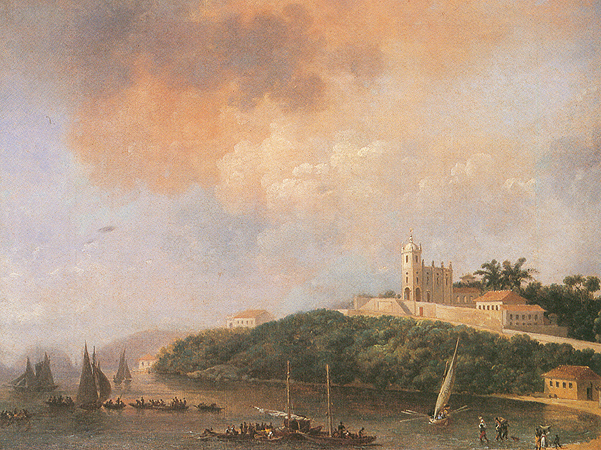
Vista di Outeiro, spiaggia e chiesa della Gloria (1817), Museo Castro Maya - Rio de Janeiro
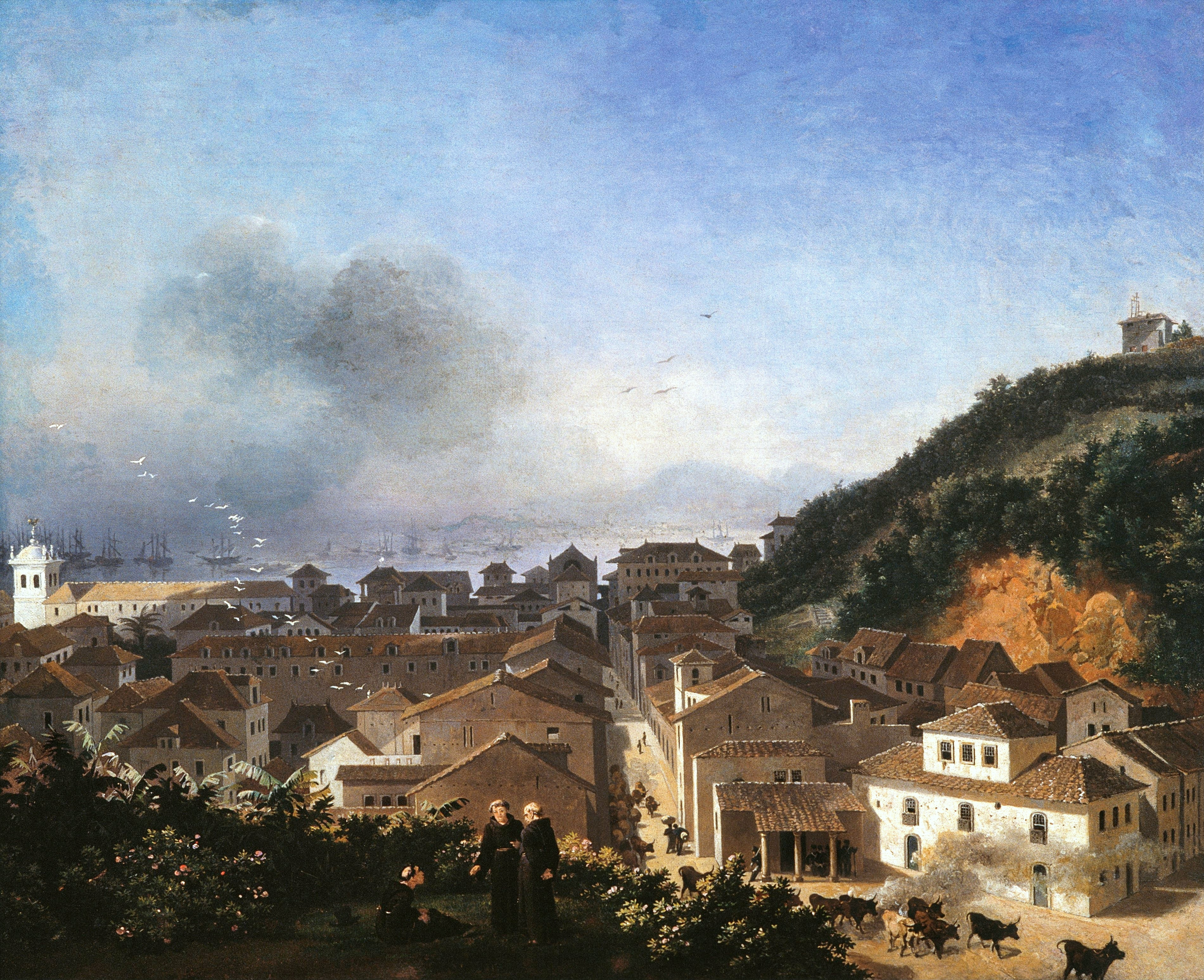
Largo da Carioca (1816), Museo nazionale di belle arti - Rio de Janeiro
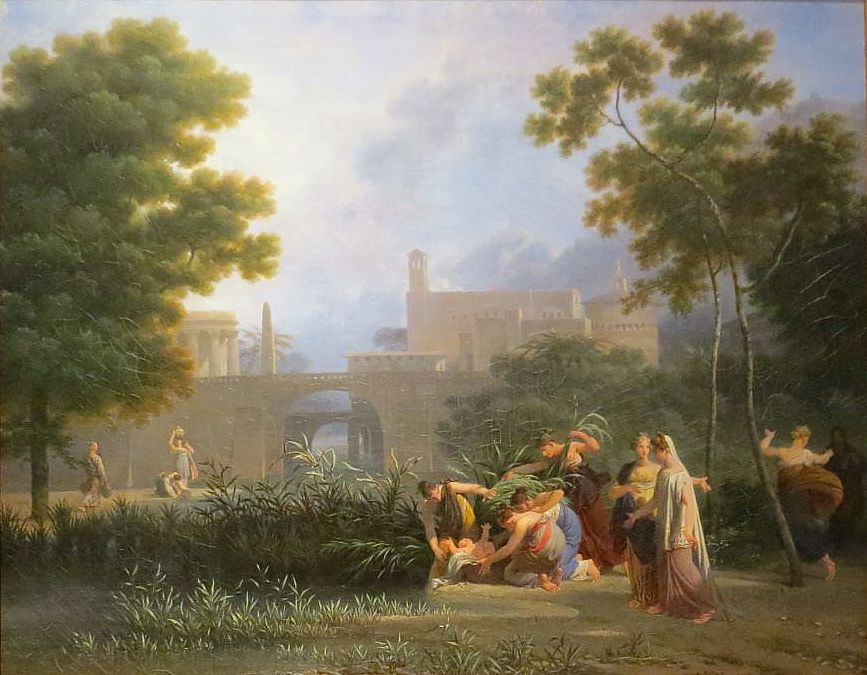
Mosè salvato dalle acque (1827), Museo nazionale di belle arti - Rio de Janeiro
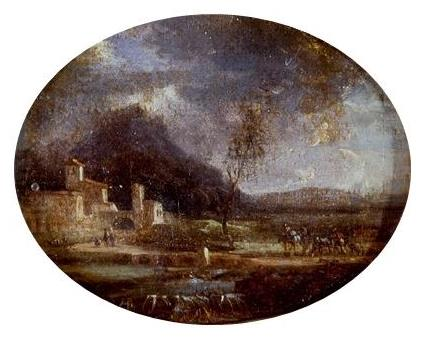
Paesaggio della campagna romana (1784 - 1787), Museo d'Arte di San Paolo